# Personer i Sverige födda i Albanien
Till personer i Sverige födda i Albanien räknas personer som är folkbokförda i Sverige och som har sitt ursprung i Albanien. Enligt Statistiska centralbyrån fanns det 2017 i Sverige sammanlagt cirka 4 300 personer födda i Albanien.

## Historik
Många albaner flyttar till andra europeiska länder och till Sverige på grund av fattigdomen och den höga arbetslösheten som råder (2017) i landet.

## Historisk utveckling

### Födda i Albanien
| Personer i Sverige födda i Albanien 1950–2024 | Personer i Sverige födda i Albanien 1950–2024 | Personer i Sverige födda i Albanien 1950–2024 | Personer i Sverige födda i Albanien 1950–2024 | Personer i Sverige födda i Albanien 1950–2024 |
| --- | --------------------------------------------- | --------------------------------------------- | --------------------------------------------- | --------------------------------------------- |
| |                                               |                                               |                                               |                                               |
| År |                                               |                                               | Folkmängd                                     |                                               |
| 1950 | 1950                                          |                                               | 5                                             |                                               |
| 1960 | 1960                                          |                                               | 45                                            |                                               |
| 1970 | 1970                                          |                                               | 206                                           |                                               |
| 1980 | 1980                                          |                                               | 174                                           |                                               |
| 1990 | 1990                                          |                                               | 156                                           |                                               |
| 2000 | 2000                                          |                                               | 374                                           |                                               |
| 2001 | 2001                                          |                                               | 418                                           |                                               |
| 2002 | 2002                                          |                                               | 477                                           |                                               |
| 2003 | 2003                                          |                                               | 538                                           |                                               |
| 2004 | 2004                                          |                                               | 599                                           |                                               |
| 2005 | 2005                                          |                                               | 691                                           |                                               |
| 2006 | 2006                                          |                                               | 846                                           |                                               |
| 2007 | 2007                                          |                                               | 928                                           |                                               |
| 2008 | 2008                                          |                                               | 1 019                                         |                                               |
| 2009 | 2009                                          |                                               | 1 138                                         |                                               |
| 2010 | 2010                                          |                                               | 1 281                                         |                                               |
| 2011 | 2011                                          |                                               | 1 409                                         |                                               |
| 2012 | 2012                                          |                                               | 1 620                                         |                                               |
| 2013 | 2013                                          |                                               | 1 823                                         |                                               |
| 2014 | 2014                                          |                                               | 2 114                                         |                                               |
| 2015 | 2015                                          |                                               | 2 569                                         |                                               |
| 2016 | 2016                                          |                                               | 3 219                                         |                                               |
| 2017 | 2017                                          |                                               | 4 287                                         |                                               |
| 2018 | 2018                                          |                                               | 5 583                                         |                                               |
| 2019 | 2019                                          |                                               | 7 011                                         |                                               |
| 2020 | 2020                                          |                                               | 7 908                                         |                                               |
| 2021 | 2021                                          |                                               | 8 686                                         |                                               |
| 2022 | 2022                                          |                                               | 9 738                                         |                                               |
| 2023 | 2023                                          |                                               | 10 453                                        |                                               |
| 2024 | 2024                                          |                                               | 10 763                                        |                                               |
| Anm.: Befolkning den 31 december respektive år förutom åren 1960 och 1970 som avser förhållandet den 1 november och år 1980 som avser förhållandet den 15 september. |                                               |                                               |                                               |                                               |